# Musée taurin municipal de Cordoue
Le musée taurin municipal de Cordoue (Museo taurino municipal de Córdoba) est un musée d'histoire de la tauromachie situé dans la ville de Cordoue, dans la communauté autonome d'Andalousie, en Espagne.

## Histoire
Le bâtiment qui abrite le musée est une demeure ancienne datant du XVIe siècle. Elle se trouve sur la plaza de Maimónides, dans la Judería, et fait partie du centre historique de Cordoue classé au patrimoine mondial de l'Humanité par l'UNESCO en 1994 ; il fait également partie des biens protégés par le Conjunto Histórico de Córdoba, dans la catégorie "Monuments" (niveau de protection "B").

## Collections
Le musée détaille l'histoire de la tauromachie à Cordoue et dans sa région. Il présente l'environnement du taureau, son aptitude au combat, l'histoire des élevages de taureaux. Sont présentés les toreros qui ont marqué l'histoire de la tauromachie locale au point d'être surnommés les « cinq califes de Cordoue » (Manolete, El Cordobés, Lagartijo, Machaquito et Guerrita). Les arènes de Cordoue sont présentées en détail ainsi que la formation des éleveurs, des vétérinaires. La formation des toreros donne également lieu à une présentation détaillée. Enfin, les galeries du musée abordent les représentations de la tauromachie dans les arts. Le musée comprend enfin un film présentant l'art de toréer ainsi qu'une reconstitution en vidéo d'une corrida dans une petite salle en forme d'arène.